# Nemesia seldeni
Nemesia seldeni là một loài nhện trong họ Nemesiidae.
Nemesia seldeni được miêu tả năm 2005 bởi Decae.